# Душан Симић
Душан Симић (Београд, 22. март 1928 — Крагујевац, 5. септембар 2008) је био истакнути професор Машинског факултета Универзитета у Крагујевцу, научник, пројектант и конструктор више моторних возила. У стручној литератури познате су Симићеве-S-криве-осцилаторне удобности.

## Биографија
Рођен је 22. марта 1928. у Београду где где је похађао основну школу и гимназију. Студирао је на Машинском факултету у Београду, на коме је дипломирао 1953. године. По завршетку студија радио је 10 година на руководећим местима у привреди у аутомобилској индустрији. У времену 1954-1957. године био је директор Централне сервисне службе „Застава“ у Крагујевцу; 1957-1961. године шеф Сервисне службе ФАП-а у Београду и технички директор ФАП-а у Прибоју; 1961-1964. године обављао је дужност директора конструкције и развоја здруженог предузећа у области аутоиндустрије ИТВ у Београду.
Године 1964. изабран је у звање доцента на предмету Моторна возила на Машинском факултету у Крагујевцу, 1967. унапређен је у звање ванредног , а 1972. редовног професора на истом предмету.
Докторирао је 1970. године на Машинском факултету Техничког универзитета у Западном Берлину, на тему „Beitrag zur Optimierung der Schwingungs-Eigenschaften des Fahrzeuges : Psysiologische Grundlagen des Schwingungskomforts“.

## Каријера
Душан Симић је дуги низ година био на челу крагујевачког високошколства - декан Машинског факултета у Крагујевцу у два мандата (1971-1975), проректор Универзитета у Крагујевцу у два мандата (1976-1980), ректор Универзитета у Крагујевцу у два мандата (1980-1984).
Као гостујући професор и научник боравио је дуже време у САД и СР Немачкој. Биран је за професора у Синсинатију, САД, и гостујућег научника Федералног Института NIOSH у Синсинатију, САД, Америчке академије наука и Универзитета у Лублину, Пољска. Био је члан већег броја стручних удружења, експерт Интернационалне организације за стандардизацију (ISO).
Бавио се истраживањем и развојем у области моторних возила и друмског саобраћаја, биодинамике, теорије вибрација, утицаја вибрација на човека и кибернетике.
Значајан допринос дао је својим радовима у области вибрација на човека и повећања квалитаета вожње у транспортним средствима. У стручној литератури познате су Симићеве – S-криве – осцилаторне удобности. Криве чине основ за израду Интернационалног ISO-стандарда 2631.
Аутор је више књига и монографија (48 издања) као и већег броја објављених научноистраживачких радова (преко 130) у земљи и инпостранству, техничких речника (енглеско-српског, српско-енглеског и немачко-српског), енглеско-српског енциклопедијског речника итд.

## Селективна библиографија

### Монографије
- Моторна возила (1973, 1977 и 1988)  70335756
- Динамика моторних возила (1980. и 1988)
- Основи аутоматског управљања (1984. и 1987)
- Основи кибернетике (1979, 1981. и 1987)
- Електронски аналогни рачунар : увод у технику програмирања (1970, 1972, 1977. и 1987)
- Безбедност аутомобила / Александар Јанковић, Душан Симић ; у редакцији Душан Симић (1996)
- Методологија науке и технички развој (1997)

### Чланци и други саставни делови
- Steering tie-road loads and accelerated laboratory testing / Dušan Simić, Radmilo Savić, Dragan Golubović// Mobility and vehicle mechanics. - ISSN 1450-5304. - Vol. 18, no. 1 (1992), pp. 27–43.
- Numerical method of solving the impact of the car in the immobile barrier / Dušan Simić, Aleksandra Janković//Mobility and vehicle mechanics. - ISSN 1450-5304. - Vol. 18, no. 2 (1992), pp. 20–30.
- Approach to the projecting of the steering trapezium / Dušan Simić, Dejan Dimitrijević//Mobility and vehicle mechanics. - ISSN 1450-5304. - Vol. 19, no. 2 (1993), pp. 36–42.
- Koncepcija i granice malog gradskog automobila / Herman Appel, Dušan Simić//Mobility and vehicle mechanics. - ISSN 1450-5304. - Vol. 24, no. 3 (1998), pp. 23–5

### Преводи
- Диваков, Н. В.Теорија аутомобила / Н. В. Диваков, Н. А. Јаковљев ; [с руског превео Душан Симић]. (1966)
- Гнеденко, Борис Владимирович,Елементарни увод у теорију вероватноће / Б. В. Гнеденко, А. Ј. Хинчин ; превод са руског Д. Симић (1993)

### Речници
- Илустровани аутомобилски речник : српскохрватски, француски, енглески, немачки и италијански (1960)
- Основни речник енглеског 1 : први корак у учењу енглеског језика : 250 илустрованих речи / [аутори Душан Симић, Наташа Јовић]. (1995)
- Енглеско-српски технички речник : преко 65.000 терминолошких јединица : машинска техника, електротехника, елоктроника, математика, информатика, физика, механика, термотехника, аутоматско управљање, мотори, моторна возила, мерна и регулациона техника, телекомуникације, металургија, саобраћајна техника, безбедност саобраћаја(1998)
- Немачко-српски технички речник : 100.000 терминолошких јединица(2001)
- Српско-енглески научно-технички речник : 80.000 терминолошких јединица : машинска техника, електротехника, елоктроника, грађевинарство, математика, информатика, физика, економија, нуклеарна техника, механика, термотехника, ваздухопловство, аутоматско управљање, мотори, моторна возила, мерна и регулациона техника, телекомуникације, металургија, саобраћајна техника, безбедност саобраћаја( 2003)
- Енглеско-српски енциклопедијски речник : 120.000 појмова(2005)
- Немачко-српски технички речник : 100.000 терминолошких јединица : машинска техника, електротехника, електроника, грађевинарство, математика, информатика, физика, механика, термотехника, аутоматско управљање, мотори, моторна возила, мерна и регулациона техника, телекомуникације, металургија, саобраћајна техника, безбедност саобраћаја(2007)
- Енглеско-српски енциклопедијски речник (2009)
- Енглеско-српски енциклопедијски речник [Електронски извор] = English-Serbian Encyclopedic Dictionary [2009?]

### Уредник
MOBILITY and vehicle mechanics : international journal for vehicle mechanics, engines and transportation systems /feditor-in-chief Dušan Simić. - Kragujevac : Mašinski fakultet Univerziteta u Kragujevcu : Jugoslovensko društvo za motore i vozila, 1992.- ISSN 1450-5304 = Mobility and vehicle mechanics

### Докторска дисертација
- Beitrag zur Optimierung der Schwingungs-Eigenschaften des Fahrzeuges : Psysiologische Grundlagen des Schwingungskomforts / Vorgelegt von Dušan Simić. - Berlin : Fakultät für Maschinenwesen der Technischen Universität Berlin, 1970.